# Бровко Анатолій Григорович
Анатолій Григорович Бровко (нар. 22 серпня 1966, Дніпропетровська область, Українська РСР,  СРСР) - російський господарський і державний діяч, глава  Адміністрації Волгоградської області з 2010 по 2012 роки.

## Біографія
Народився 22 серпня 1966 року у Дніпропетровській області Української РСР. У 1985 році закінчив Донецький політехнічний технікум. У 1993 році - академію управління (Москва). Трудову діяльність починав слюсарем на  Ждановському коксохімічному заводі. Проходив службу в Збройних силах. 
З 1993  працював економістом Виробничо-комерційної фірми «Комета» (Москва). З 1994 - головний бухгалтер АТ «Російські нафтопродукти» (Москва). Працював заступником генерального директора з економіки та фінансів  Кузнецького металургійного комбінату. У 1999 році очолив Волзький трубний завод, який став кращим у галузі. З 2002 по 2003 рік одночасно керував Волжським трубним і  Таганрозьким металургійним заводами. У 2003 році  був призначений заступником генерального директора Трубної металургійної компанії. З 2004 по 2005 - генеральний директор ВАТ «Кольчугцветмет» (місто Кольчугіно, Володимирська область).
З жовтня 2005 року Бровко очолював некомерційне партнерство «Агентство інвестицій та розвитку Волгоградської області». 4 вересня 2006 року призначений заступником голови адміністрації області Миколи Максюти з інвестицій та торгівлі. З 1 липня 2009 року призначений заступником Глави Адміністрації Волгоградської області з підприємництва, промисловості та торгівлі.  У лютому 2009 року Анатолій Бровко увійшов в «першу сотню» президентського резерву управлінських кадрів. 
У той же час Анатолій Бровко займав пост керівника венчурного фонду Волгоградської області. Згодом з фонду було викрадено 140 млн руб. За даним фактом порушено кримінальну справу.  16 червня 2011 року арбітражний суд Волгоградської області виніс рішення про стягнення з компанії «Никора кепітал партнерз» - правоопреемніка «Ай-Мен Кепітал» - 140 млн руб. на користь області. Крім цього, суд визнав недійсним договір, укладений між обласним венчурним фондом і компанією, що управляє, конкурс з відбору керуючої компанії і протокол засідання опікунської ради венчурного фонду області (справа № А12-3872 / 11 ).